# Perdix perdix hispaniensis
Perdix perdix hispaniensis es una subespecie de la perdiz pardilla (Perdix perdix), ave de la familia Phasianidae. Se distribuye por el norte de España y el sur de Francia, en la cordillera Cantábrica y los Pirineos.